# Xã Fairplay, Quận Greene, Indiana
Xã Fairplay (tiếng Anh: Fairplay Township) là một xã thuộc quận Greene, tiểu bang Indiana, Hoa Kỳ. Năm 2010, dân số của xã này là 575 người.